# Ozero Glubotjino (sjö i Belarus, lat 54,93, long 29,29)
Ozero Glubotjino (ryska: Озеро Глубочино) är en sjö i Belarus.   Den ligger i voblasten Vitsebsks voblast, i den norra delen av landet, 160 km nordost om huvudstaden Minsk. Ozero Glubotjino ligger 131 meter över havet.
I omgivningarna runt Ozero Glubotjino växer i huvudsak blandskog. Runt Ozero Glubotjino är det ganska glesbefolkat, med 27 invånare per kvadratkilometer.